# Edmond Combes
Pour les articles homonymes, voir Combes.
Jean Alexandre Edmond Combes (Castelnaudary, 18 juin 1812 - Damas, 22 août 1848) est un explorateur français.

## Biographie
Arrivé en Égypte en 1832 avec Barthélemy Prosper Enfantin, il voyage dans la haute Égypte et sur les côtes de la Mer Rouge en 1833-1834. Enfantin le charge en 1835, en compagnie de Maurice Tamisier, d'une mission en Éthiopie. Les deux hommes partent alors de Djedda (janvier 1835), visitent les ports du Hedjaz et du Yemen comme Hodeïdah ou Moka et atteignent Massaouah d'où ils gagnent Adoua dans les hauts plateaux puis Axoum.
Après avoir franchi avec difficultés le fleuve Tacazzé dans le haut Atbara, ils passent à Douarik puis arrivent à Debre Tabor où le ras Ali les reçoit et tente de les retenir.
Ils explorent ensuite la côte Sud du lac Tana et visitent le royaume de Gouël. Ils pénètrent ensuite dans l'Amhara et sont accueillis de manières cordiales à Angolada par Sahle Selassié.
Ils contournent au retour le lac Tana par l'Ouest, franchissent le Nil Bleu et demeurent quelque temps à Gondar. Après Adoua et Massaouah, ils atteignent Djeddah et de là embarquent pour Marseille où ils rentrent en mars 1837.
Il convainc alors des négociants nantais et bordelais ainsi que le président du Conseil Mathieu Molé et le ministre des Affaires Étrangères Jean-de-Dieu Soult d'une nouvelle mission subventionnée par le gouvernement en Égypte. Il reconnaît alors les ports de l'Érythrée et de la Somalie (1840) et recommande, en vain, l'installation de comptoirs français à Hamfilah, Edd, Tadjoura, Zeïla ou Berbéra.
En 1843, il devient vice-consul à Scala-Nova (Turquie) puis à Rabat (1846) et rentre en France en 1847. Il participe à la révolution de 1848 puis est envoyé par Alphonse de Lamartine comme consul à Damas où il meurt du choléra, le 22 août 1848.

## Distinctions
- Il est chevalier de la Légion d'honneur en 1838[3]
- Combes reçoit en 1839 le prix de la Société de géographie de Paris.

## Travaux
- Voyage en Abyssinie, dans le pays des Gallas, de Choa et d'Ifat, précédé d'une excursion dans l'Arabie heureuse (1835-1837), avec Tamisier, 1838
- Voyage en Égypte, en Nubie, dans les déserts de Beyonda, des Bicharys et sur les côtes de la mer Rouge en 1833-1835, 1846